# IEEE Jack S. Kilby Signal Processing Medal
Die IEEE Jack S. Kilby Signal Processing Medal ist ein Preis des IEEE für Forschungen in der Signalverarbeitung. Sie ist mit einer Goldmedaille und deren Bronzereplikat verbunden, wird seit 1997 jährlich verliehen und wird von Texas Instruments gesponsert. Benannt ist sie nach Jack S. Kilby, dessen Porträt die Medaille ziert.

## Preisträger
- 1997: Bernard Gold, Charles M. Rader
- 1998: Thomas G. Stockham
- 1999: Lawrence R. Rabiner
- 2000: James F. Kaiser
- 2001: Thomas S. Huang, Arun N. Netravali
- 2002: James W. Cooley
- 2003: Hans Wilhelm Schüßler
- 2004: Thomas W. Parks, James H. McClellan
- 2005: Fumitada Itakura
- 2006: Thomas Kailath
- 2007: Alan V. Oppenheim
- 2008: Robert M. Gray
- 2009: Charles Sidney Burrus
- 2010: Ronald W. Schafer
- 2011: Ingrid Daubechies
- 2012: G. Clifford Carter
- 2013: Bishnu S. Atal
- 2014: Thomas P. Barnwell
- 2015: Harry L. Van Trees
- 2016: Louis L. Scharf
- 2017: Martin Vetterli
- 2018: Bede Liu
- 2019: Alan Willsky
- 2020: Ramalingam Chellappa
- 2021: Emmanuel Candès, Terence Tao, Justin Romberg
- 2022: David L. Donoho
- 2023: José M. F. Moura
- 2024: Palghat P. Vaidyanathan
- 2025: Richard Gordon Baraniuk